# Kira Alcarraz
Yorel Kira Alcarraz Agüero (Lima, 10 de julio de 1974) es una mototaxista y política peruana. Es congresista de la república por Lima para el periodo parlamentario 2021-2026.

## Biografía
Nació en la ciudad de Lima el 10 de julio de 1974.
Realizó sus estudios primarios y secundarios. También hizo unos estudios de administración de empresas; sin embargo, no llegó a concluirlos. Según ella misma, fue una de las primeras mototaxistas mujeres en la zona del barrio de Ticlio Chico (en el distrito de Villa María del Triunfo) hasta que recibió una invitación de Martín Vizcarra para introducirse en la política.

### Congresista
Para las elecciones parlamentarias de 2021, postuló como candidata al Congreso de la República en lista por Lima del partido político Somos Perú. Culminando los procesos, Alcarraz resultó elegida congresista con 28 404 votos para el periodo parlamentario 2021-2026. 
En el Parlamento ejerció como presidenta de la Comisión especial de investigar las irregularidades durante la pandemia de la COVID-19 en la gestión de Martín Vizcarra. Sin embargo, generó polémica que Alcarraz contratara a Miriam Morales, exsecretaria de Palacio durante la gestión de Vizcarra, como su asesora. Posteriormente, se desempeña como secretaria de la Comisión de Salud desde febrero de 2023.
Ejercía también como vocera de la bancada de Somos Perú. Sin embargo, en agosto de 2022, renunció a la bancada tras la inclusión de Esdras Medina, quien había sido expulsado de Renovación Popular. Luego, anunció su incorporación a la bancada de Integridad y Desarrollo, conformada por Héctor Acuña, Carlos Alva, Carlos Zeballos y las dos congresistas del Partido Morado, Flor Pablo y Susel Paredes. En diciembre del mismo año, Alcarraz anunció su renuncia a la bancada por razones de «conciencia y principio». Tiempo después, integra la bancada de Podemos Perú, liderada por José Luna Gálvez.
Además, fue integrante de la comisión de Ética del Congreso pero renunció posteriormente por supuestamente intercambiar favores con su compañero Darwin Espinoza.
Según el oficial en retiro César Alberto Meyer Velásquez, Alcarraz se encargaba de homenajear a policías mientras y habría conformado un tráfico de reconocimientos para obtener ganancias con esos actos.